# Mihály Károlyi
Mihály Ádám György Miklós Károlyi de Nagykároly  (n. 4 martie 1875, Budapesta, Austro-Ungaria – d. 19 martie 1955, Vence, Alpes-Maritimes, Franța) a fost un om politic maghiar, care a proclamat  Prima Republică Ungară, pe care a condus-o ca prim-ministru între 31 martie 1918–19 ianuarie 1919 și ca președinte între 11 ianuarie 1919–21 martie 1919.

## Biografie
Mihály Károlyi provenea din bogata familie nobiliară de Carei (Nagykároly). În Ungaria și-a terminat studiile de drept la Universitatea din Budapesta. Cel mai bun prieten a lui Károlyi din tinerețe a fost Leopold Graf von Berchtold. Károlyi era hotărât sa schimbe status quo-ul. În 1901 devine membru al partidului „Libertatea”.
Károlyi a intrat în 1905 în parlament ca membru al partidului liberal. În 1912 a devenit liderul partidului radical „Partidul Independent” cu orientare de stânga. A fost șeful opoziției pe vremea când primul ministru era István Tisza, care a fost asasinat la Budapesta în 31 octombrie 1918.
Primul Război Mondial (în august 1914) a izbucnit când Károly era la Paris.
El în anul 1915 ceruse ieșirea Ungariei din război.
În 1911 Károlyi a fost ales ca membru în partidul „Libertății”, care era în opoziție.
La început Károlyi a susținut războiul, dar mai târziu s-a răzgândit.
În 1916 Károlyi a înființat partidul Unit pentru Independență "48"; la început partidul lui nu era popular având în parlament numai 25 de deputați. Károlyi a cerut să se facă pace cu puterile Antantei și să se întrerupă legăturile diplomatice cu Austria, a cerut legiferarea votului universal și crearea unei armate ungare independente, astfel că partidul său a devenit foarte popular. Dar mult timp și-a petrecut viața politică în opoziție.
În 7 noiembrie 1914  s-a căsătorit la Budapesta cu contesa Katinka Andrássy, descendenta unei puternice familii din Ungaria. Aceasta căsătorie i-a dat lui Károlyi un mare avantaj politic. Din această căsătorie au rezultat trei copii: Eva Victoria, născută în 1915, Mihályi (1917-1939) și Iudit, născută în 1919.
În platforma programului lui Karolyi a fost inclus un obiectiv controversat vizând ruptura Ungariei de Imperiul Austriac și formarea alianței cu Rusia, ceea ce a dus la un conflict parlamentar. După aflarea știrii că Arhiduce Francisc Ferdinand al Austriei a fost asasinat la Sarajevo, Károlyi a fost unul dintre cei mai îndoliați, Ferdinand fiind considerat de István Tisza cel mai mare dușman al Ungariei. În octombrie 1918 Sándor Wekerle devine prin vot parlamentar prim ministru în locul lui István Tisza.
Károlyi a cerut să fie susținută platforma lui de Statele Unite ale Americii și de francezi. 
Pe 29 octombrie 1918 a izbucnit revoluția Mijă-de-toamna.
Ministrul de externe al Ungariei Gyula Andrássy s-a adresat cu o scrisoare către președintele Woodrow Wilson cu cererea de pace.

## Revoluția Crizantemelor
Spre sfârșitul primului război mondial, la 24 octombrie 1918, conducătorii partidelor din opoziție se adună la hotelul Astoria și formează o alianță națională numită Consiliul Național Maghiar. 
În 25 octombrie 1918 alianța îl desemnează pe Károlyi ca prim-ministru al Ungariei. Pe 31 octombrie 1918 Károlyi devine prim-ministru de facto, iar guvernul depune jurământul în fața Consiliului Național Maghiar. În aceeași zi a izbucnit revoluția Mijă-de-toamna. Soldații au ocupat centrul orașului Budapesta. Pe 3 noiembrie 1918, la Padova, monarhia Austro-Ungară semnează cu Antanta acordul de încetare a focului. La 11 noiembrie 1918 Carol al IV-lea al Ungariei îl desemnează pe Károlyi ca prim-ministru, prin intermediul prințului József. Consiliul Național Maghiar cere abdicarea regelui Carol al IV-lea, iar pe 13 noiembrie 1918 acesta din urmă renunță la tron. În aceeași zi este semnată la Belgrad Convenția militară de armistițiu. Károlyi s-a așteptat ca Ungaria să fie tratată ca o țară prietenă, dar a fost tratată ca o țară învinsă, motiv pentru care a fost criticat.
La 16 noiembrie 1918 Ungaria a devenit stat independent, iar Károlyi a devenit președinte provizoriu. La 11 ianuarie 1919 Károlyi a fost desemnat președintele al Republicii Ungare de către Consiliul Național Maghiar, iar prim-ministru a fost desemnat Dénes Berinkey (din 19 ianuarie 1919 până în 21 martie 1919).

## Guvernul Károlyi
- Ministrul apărării:  Béla Linder 31 octombrie 1918
- Ministrul agriculturii: Ferenc Nagy
- Ministrul de interne:  contele Tivadar Batthyány 31 octombrie
- Ministrul de justiție:  Barna Buza 31 octombrie,
- Ministrul educației:  Márton Lovászy 31 octombrie 1918
- Ministrul fără portofoliu:  Oszkár Jászi 31 octombrie 1918
- Ministrul fără portofoliu pentru Croația, Slavonia și Dalmația:  Zsigmond Kunfi 6 noiembrie 1918
- Ministrul fără portofoliu pentru minorități: Oszkár Jászi 1 noiembrie 1918
- Ministrul comerțului : Erns Garami
- Ministrul de finanțe:  contele Mihály Károlyi 31 octombrie1918

## Politica internă
După primul război mondial, Ungaria era afectată de o criză economică: a crescut inflația, șomajul era foarte mare; au început grevele și demonstrațiile, iar în februarie 1919 guvernul Károly a folosit poliția ca să potolească demonstrațiile. Partidul social democrat a cerut demisia lui Károlyi.
La 19 martie 1919 Antanta a publicat un Memorandum care, în general, este cunoscut sub denumirea de Memorandumul Vix"
La 20 martie 1919, colonelul francez Ferdinand Vix în mod personal i-a transmis lui Károlyi o notă printr-o scrisoare în care îi cerea retragerea armatei ungare pe linia Arad-Oradea-Satu Mare; cu această ocazie, la Budapesta s-a presupus că, prin această scrisoare, colonelul francez se referă la schimbarea granițelor teritoriale în defavoarea Ungariei, astfel că președintele Károly, la 21 martie 1919, printr-o scrisoare, a respins în mod categoric nota Vyx.
Sistemul politic ungar a intrat într-o gravă criză internă. La data de 21 martie 1919, Károly demisionează și predă conducerea partidului social democrat, formațiune care a format apoi un nou guvern cu partidul comunist, al cărui lider Béla Kun în februarie 1919 agită populația și pătrunde cu o grupă de comuniști în Budapesta.
În 4 iulie 1919 Mihály Károlyi emigrează în Austria, Cehoslovacia, Iugoslavia, Franța.
În 1947-1949 Károlyi este ambasadorul Ungariei în Franța.
La 8 noiembrie 1918 ministrul apărării ungare dă ordin de dezarmare a vechii armatei ungare și reconstituirea alteia noi, iar Béla Linder care a fost mai înainte ministrul apărării a declarat "Nu mai este nevoie de armată.. Niciodată ! Nu mai vreau să mai văd de acum încolo soldați!", dar cu toate acestea, următorul ministru al apărării Vilmos Böhm a început să reorganizeze treptat armata, deși într-un ritm prea încet.
Prima greșeală imputată de către foștii politicieni unguri lui Károlyi era că a dezarmat armata germană aflată în retragere după ce părăsise teritoriul român, iar armata română a intrat în Cluj în 24 decembrie 1918.